# Paul Stefan
Paul Stefan, de son vrai nom Paul Stefan Grünfeld (né le 25 novembre 1879 à Brünn, Autriche-Hongrie, mort le 12 novembre 1943 à New York) est un écrivain et historien de la musique autrichien.

## Biographie
Paul Stefan est le fils d'Arnold Abraham Grünfeld, homme d'affaires et politique et consul honoraire de la Turquie, et de son épouse Annie Haas. Ils sont convertis au catholicisme. L'économiste Ernst Grünfeld est son frère cadet. La famille s'installe à Vienne en 1898.
Il étudie à l'université de Vienne la philosophie, les sciences économiques, l'histoire de l'art et la musique. Il prend des cours auprès d'Arnold Schönberg et de Hermann Graedener. De 1904 à 1910, il travaille comme secrétaire à l'Industriellenvereinigung. Pendant la Première Guerre mondiale, il sert d'abord comme officier dans une unité de cavalerie puis est ensuite affecté aux archives militaires.
En 1921, il écrit pour Musikblätter des Anbruch puis est en le rédacteur à la suite de Paul Pisk. Par ailleurs, il fait des critiques musicales et de danses pour les revues viennoises Die Stunde et Die Bühne ainsi que pour des journaux européens et américains, notamment Neue Zürcher Zeitung.
En 1922, il fonde avec Rudolf Réti, Egon Wellesz et d'autres la Société internationale pour la musique contemporaine et participe au bureau autrichien.
Après l'Anschluss en 1938, il décide d'émigrer en raison de son origine juive et des propos contre le nazisme. Il passe d'abord six mois en Suisse, près de Winterthour, puis est à Paris, où il travaille pour la radio, jusqu'à l'occupation en 1940. Entretemps, il épouse l'altiste Jella Braun-Fernwald. Il part pour Lisbonne, où il écrit un livre sur la musique portugaise à la demande du gouvernement ; certaines œuvres sont écrits en portugais.
En avril 1941, il arrive aux États-Unis, où il continue à être journaliste musical et conférencier. 
Lors de ses funérailles, Paul Nettl, Erika Wagner et Hugo Jacobi font des discours, Rudolf Kolisch, Lona Friedman et Fritz Jahoda jouent de la musique.

## Œuvre
- Stimmungen. Poèmes. Pierson, Dresde/Leipzig, 1900.
- Der Heimatsucher. Erlebtes und Erträumtes 1899–1902. O.-ö. Verlags-Gesellschaft, Linz 1903.
- Umbrien. Das Land – sein Werden – seine Kunst. Ein Wanderbuch. Avec Ernst Diez. Wiener Dürerhaus, Hugo Heller&Cie, Vienne/Leipzig 1907.
- Gustav Mahlers Erbe. Ein Beitrag zur neuesten Geschichte der deutschen Bühne und des Herrn Felix von Weingartner. Hans von Weber, Munich 1908.
- Gustav Mahler. Eine Studie über Persönlichkeit und Werk. Piper, Munich 1910.
- Oskar Fried. Das Werden eines Künstlers. Berlin 1911.
- Das musikfestliche Wien. Hrsg. vom Akademischen Verband für Literatur und Musik in Wien. H. Heller u. Cie., Vienne 1912.
- Das Grab in Wien. Eine Chronik seit 1903. Reiß, Berlin 1913.
- Der ungehörte Ruf. Erscheinungen – Erlebnisse – Fragen. Hrsg. Akademischer Verband für Literatur und Musik in Wien. Verlag der Schaubühne, Charlottenbourg 1914.
- Die Feindschaft gegen Wagner. Eine geschichtliche und psychologische Untersuchung. Bosse, Ratisbonne 1914.
- Das neue Haus. Ein Halbjahrhundert Wiener Opernspiel und was voranging. Strache, Vienne/Leipzig 1919.
- Neue Musik und Wien. E. P. Tal, Leipzig/Vienne/Zürich 1921.
- Frau Doktor. Ein Bildnis aus dem unbekannten Wien. Drei Masken Verlag, Munich 1922.
- Anna Bahr-Mildenburg. Wila Wiener Literarische Anstalt, Vienne 1922 (Die Wiedergabe, 1. Reihe, Band 6).
- Die Wiener Oper. Wila Wiener Literarische Anstalt, Vienne 1922 (Die Wiedergabe, 2. Reihe, Band 3/4).
- Mahler für jedermann. Wila Wiener Literarische Anstalt, Vienne 1923 (Die Wiedergabe, 2. Reihe, Band 7).
- Max Reinhardt. Eines Künstlers Heimweg nach Wien. Goldschmiedt-Verlag, Vienne-Leipzig, 1923.
- Hofmannsthal. Eine imaginäre Ansprache. Wila Wiener Literarische Anstalt, Vienne 1924 (Die Wiedergabe, 3. Reihe, Band 2).
- Arnold Schönberg. Wandlung – Legende – Erscheinung – Bedeutung. Zeitkunst-Verlag, Vienne/Berlin/Leipzig und Zsolnay, Berlin/Vienne/Leipzig, 1924.
- Österreichische Kunstgebarung. Mahnwort und Manifest. G. Langer, Munich 1924.
- Franz Schubert. Wegweiser-Verlag, Berlin 1928.
- Die Wiener Oper. Ihre Geschichte von den Anfängen bis in die neueste Zeit. Illustrations de Thomas Wozak. Augartenverlag, Vienne/Leipzig 1932.
- Dvořák. Leben und Werk. Avec Otakar Šourek. Passer Verlag, Vienne 1935.
- Arturo Toscanini. Préface de Stefan Zweig. Herbert Reichner, Vienne/Leipzig/Zürich 1935.
- Bruno Walter. Avec des contributions de Lotte Lehmann, Thomas Mann et Stefan Zweig. Herbert Reichner. Vienne/Leipzig/Zürich 1936.
- Die Zauberflöte. Herkunft – Bedeutung – Geheimnis. Herbert Reichner, Vienne/Leipzig/Zürich 1937.
- Don Giovanni. Die Opernlegende von Don Juan, dem Versucher und Sucher. Herbert Reichner, Vienne/Leipzig/Zürich 1937.
- Die verkaufte Braut. Herbert Reichner, Vienne/Leipzig/Zürich 1937.
- Abriss über die portugiesische Musik. Lisbonne 1940.
- Great modern composers. Avec Willi Reich et Oscar Thomson. The World Publishing Company, Cleveland/New York 1943; darin die Beiträge von Paul Stefan:
- Das war der letzte Sommer. Roman. Luckmann, Vienne 1946.
- Georges Bizet. Leben, Umwelt und Werk des Komponisten der Carmen. Atlantis, Zürich 1952.

## Source de la traduction
- (de) Cet article est partiellement ou en totalité issu de l’article de Wikipédia en allemand intitulé « Paul Stefan » (voir la liste des auteurs).